# Clarrie Jordan
Clarrie Jordan, all'anagrafe Clarence Jordan (South Kirkby, 20 giugno 1922 – Doncaster, 24 febbraio 1992) è stato un calciatore inglese, di ruolo attaccante.

## Carriera
Inizia a giocare nei dilettanti dell'Upton Colliery che, nel 1940, lo cedono al Doncaster; Jordan, all'epoca diciottenne, gioca con i Vikings nei vari tornei sostitutivi dei normali campionati nazionali (interrotti per via della seconda guerra mondiale) e veste sporadicamente anche le maglie di Leeds Utd, Aldershot Town, Birmingham City e Derby County con la pratica dei guest player in voga durante gli anni del conflitto (essenzialmente dei prestiti di breve durata, spesso anche solo di pochi giorni o poche settimane): di fatto, comunque, fino alla ripresa dei campionati nella stagione 1946-1947 non gioca in nessuna competizione ufficiale ad esclusione della FA Cup 1945-1946 (primo trofeo a carattere nazionale disputato in Inghilterra dal 1939), nuovamente al Doncaster, pur segnando 63 reti in 102 presenze con il club durante i vari tornei bellici. Fa quindi il suo esordio in campionati professionistici all'età di 24 anni, vincendo la Third Division North ed il titolo di capocannoniere del medesimo campionato, con 42 reti segnate in 41 presenze, ai quali aggiunge 2 reti in altrettante presenze in FA Cup: le sue 42 reti in un campionato sono un nuovo record societario per il Doncaster, rimasto ancora imbattuto anche a più di ottant'anni di distanza. In questa stagione segna inoltre in 10 partite consecutive, all'epoca un record assoluto per i campionati della Football League (che in seguito sarebbe stato però eguagliato dall'irlandese John Aldridge e dall'inglese Jermain Defoe). L'anno seguente gioca invece in seconda divisione, segnando 6 reti in 19 partite per poi nel febbraio del 1948 venire ceduto a titolo definitivo allo Sheffield Weds, con cui gioca in seconda divisione fino al termine della stagione 1949-1950, terminata con una promozione in prima divisione.
Nella stagione 1950-1951 fa quindi il suo esordio in questa categoria, giocandovi 2 partite con gli Owls, che a fine anno retrocedono nuovamente in seconda divisione, salvo poi vincere la Second Division 1951-1952: Jordan, autore di 29 reti in 74 partite nell'arco dei vari campionati di seconda divisione trascorsi con il club di Sheffield, torna quindi a giocare in prima divisione già dalla stagione 1952-1953, nella quale realizza una rete in 4 presenze. L'anno seguente, pur se con un ruolo da riserva, gioca con maggiore continuità, andando in rete per 4 volte in 12 partite giocate; infine, gioca un'ultima partita (la sua diciottesima in prima divisione, con 5 reti segnate) nella stagione 1954-1955 (precisamente un derby contro lo Sheffield Utd), terminata la quale dopo complessive 92 presenze e 36 reti in incontri di campionato con lo Sheffield Wednesday (più ulteriori 2 presenze senza reti in FA Cup) si ritira, all'età di 33 anni.
In carriera ha totalizzato complessivamente 152 presenze e 84 reti nei campionati della Football League.

## Palmarès

### Club

#### Competizioni nazionali
- Campionato inglese di seconda divisione: 1

Sheffield Wednesday: 1951-1952
- Third Division North: 1

Doncaster: 1946-1947

### Individuale
- Capocannoniere della Third Division North: 1

1946-1947 (42 reti)